# إي. غوردون جي
إي. غوردون جي (بالإنجليزية: E. Gordon Gee) هو أكاديمي أمريكي، ولد في 2 فبراير 1944 في فيرنال في الولايات المتحدة.

## وصلات خارجية
- إي. غوردون جي على موقع إن إن دي بي (الإنجليزية)